# Извору Барзиј (Мехединци)
Извору Барзиј (рум. Izvoru Bârzii) насеље је у Румунији у жупанији Мехединци. Место се налази на надморској висини од 116 m.

## Становништво
Према подацима из 2002. године у насељу је живело 737 становника, од којих су сви румунске националности.